# 前田のえみ
前田 のえみ（まえだ のえみ、1973年12月10日 - ）は、日本の漫画家。大阪府出身。

## 経歴
1993年、「ちびくろとでくろこ」で第25回藤子不二雄賞受賞。その後、1994年『月刊コロコロコミック』（小学館）に掲載された『みらくるドラクル』でデビュー。本作はデビュー作であるとともに前田の代表作ともなった作品である。その後は小学館の学年別学習雑誌で『星のカービィ』や『ポケットモンスター』の漫画化作品を発表した。

## 作品リスト
- みらくるドラクル（月刊コロコロコミック、小学館）
- 星のカービィ（小学一年生、小学館）
- ポケモンみらくるワールド（小学館の学年別学習雑誌、小学館）